# アサヒグループ食品
アサヒグループ食品株式会社（アサヒグループしょくひん）は、アサヒグループホールディングス傘下の、アサヒビール、アサヒ飲料など日本事業を統括する中間持株会社アサヒグループジャパンの完全子会社。本社を東京都墨田区吾妻橋のアサヒグループ本社ビル内に置く。

## 概要
アサヒグループホールディングスは、日本、欧州、オセアニア、東南アジア等各国・エリア別での酒類・飲料・食品を中心とした事業を展開している。日本国内食品事業には、菓子や健康食品などを扱うアサヒフードアンドヘルスケア、育児用粉ミルク・ベビーフードなどを扱う和光堂、フリーズドライ食品を扱う天野実業の3社があった。2015年6月に事業再編を行うことが発表され、7月にアサヒフードアンドヘルスケア・和光堂・天野実業3社が共同で株式移転して当社が設立され、2016年1月に各社の営業・マーケティング・研究開発・SCM・管理の各部門などの機能を吸収分割して当社へ移管・部門統合した。2017年7月に製造子会社として存続していた3社を吸収合併した。
2020年4月に、アサヒグループホールディングスが食品事業を再編し、アサヒカルピスウェルネス（初代）のうち、健康食品などの通信販売事業と素材事業を当社が設立した準備会社へ移管の上、アサヒカルピスウェルネス（2代目）へ商号変更して当社の子会社となり、2021年1月にアサヒカルピスウェルネス（2代目）を吸収合併した。
現在はコンシューマ事業と食品原料事業を展開し、コンシューマ事業は食品菓子、フリーズドライ食品、ベビー関連、ヘルスケア、通販の5分野、食品原料事業はクリーミングパウダーなど業務用途に加えて、酵母素材、機能性素材、乳素材、フリーズドライの4分野の食品原料、それぞれを扱う。
アサヒグループ食品へ統合後も、各社が保有する「アサヒ」「和光堂」「アマノフーズ」とアサヒカルピスウェルネス（2代目）が扱った「カルピス」、それぞれのブランドは存続する。

## 事業所
本社
東京都墨田区吾妻橋一丁目23番1号
生産物流本部・茨城工場
茨城県常陸大宮市工業団地5番7号
生産物流本部・栃木さくら工場
栃木県さくら市富野岡286番地
生産物流本部・栃木小金井工場
栃木県下野市小金井18番地
生産物流本部・大阪工場
大阪府吹田市西の庄町1番45号
生産物流本部・岡山工場
岡山県浅口郡里庄町里見4215番地

## 沿革
- 2015年7月10日 - アサヒフードアンドヘルスケア・和光堂・天野実業の共同株式移転により設立。
- 2016年1月1日 - アサヒグループ食品株式会社が、天野実業株式会社、和光堂株式会社、アサヒフードアンドヘルスケア株式会社の製造以外の機能を統合し、事業開始（製造3社は連結子会社として事業を継続）[4]。
- 2017年7月1日 - アサヒグループ食品株式会社が製造３社と合併[5]。
- 2020年4月1日 - アサヒグループホールディングス内の食品事業再編に伴い、グループ会社のアサヒカルピスウェルネス（初代）のうち、通信販売事業と素材事業を当社が設立した準備会社へ移管し、アサヒカルピスウェルネス（2代目）へ商号変更し当社の子会社とした。飼料事業が残ったアサヒカルピスウェルネス（初代）は、グループ会社のアサヒバイオサイクル（初代）を吸収合併してアサヒバイオサイクル（2代目）へ商号変更[2]した。
- 2021年1月1日 - 子会社のアサヒカルピスウェルネス（2代目）を吸収合併。同社が担った「アサヒカルピスウェルネスショップ」の運営並びに同ショップのみで扱う通信販売向け健康食品の販売、素材事業を引き継ぐ[3]。
- 2022年1月1日 - アサヒグループ再編に伴い、アサヒグループジャパンの子会社となる[6]。
- 2025年5月1日 - 帝人から帝人目黒研究所の全株式を取得。同時に帝人目黒研究所の商号をアサヒ目黒研究所に変更[7][8]。

## 主な事業と商品

### コンシューマ事業
食品菓子分野は、錠菓市場で人気のシュガーレスタブレット『MINTIA（ミンティア）』、手軽に栄養補給できる『クリーム玄米ブラン』『1本満足バー』、『三ツ矢サイダー』『カルピス』などの飲料ブランドを中心にバラエティ豊かなラインアップを取り揃えた「キャンディ」「グミ」、おいしくてヘルシーな春雨入りスープ『おどろき野菜』などを扱う。
フリーズドライ食品は、「おみそ汁」を中心に、長年培ってきたフリーズドライの技術を活かし、「スープ」「雑炊」「にゅうめん」「どんぶりの素」「カレー」などを扱う。
ベビー関連分野は、国産で初めての育児用粉ミルクやベビーフードを開発。乳幼児用ミルク『はいはい』『ぐんぐん』、乳幼児用食品『グーグーキッチン』や『栄養マルシェ』などを扱う。
ヘルスケア分野は、ビール酵母から生まれた胃腸・栄養補給薬『エビオス錠』（指定医薬部外品）、サプリメント『ディアナチュラ』、機能性表示食品『ディアナチュラゴールド』、ダイエットサポート食品『スリムアップスリム』、スキンケアシリーズ『素肌しずく』などを扱う。
ベビー分野で培った技術や知見を活かしたシニア向け食品『バランス献立』や口腔ケア『オーラルプラス』も扱う。
通販分野では、サプリメントやフリーズドライ食品を販売。
「アサヒカルピスウェルネスショップ」は、乳酸菌飲料カルピス®の研究に由来する独自の素材や技術を活用したサプリメントなどの健康食品を中心に取扱い。
「アマノフーズ オンラインショップ」は、通販専用のおみそ汁や、血圧が気になる方に向けた機能性表示食品のおみそ汁、スープも取り揃えている。

### 食品原料事業
食品原料事業は多岐にわたる「コア原料」を提供する。
業務用営業では、国産初の育児用粉ミルクを製造した技術を活かし、クリ―ミングパウダーや粉末プリミックス飲料、粉末食品等をカップ式自動販売機市場やオフィス、外食等さまざまなチャネルへ販売。『牛乳屋さんの珈琲』や『ノンデーリークリーミーパウダー』などの自社ブランド業務用商品の販売に加え、取引先仕様の商品を共同で開発することも手掛ける。
食品原料営業は、素材別の強みを生かして相互活用する。
- 酵母素材分野
  - 「酵母」から抽出した「酵母エキス」を中心に各種調味料、発酵用基材などを、幅広く加工食品、医薬、バイオ分野で活用。
- 機能性素材分野
  - 乳酸菌・発酵乳研究から開発された｢アミールペプチド｣や、機能性乳酸菌など、科学的に機能性が確認されている、独自の機能性素材の販売・マーケティング・知財供与などのBtoBビジネスをグローバルに展開。
- 乳素材分野
  - 国産初の育児用粉ミルクの製造技術から生まれた業務用粉乳『ニューラクト®』は、豊富なラインアップを揃えており、菓子・デザート・飲料・惣菜などに活用。
- フリーズドライ分野
  - 「梅・しそ」「味噌」「フルーツ」を中心とした製品を加工食品メーカーへ販売。あわせて各種機能性素材の乾燥・粉末化に関する受託加工も受ける。

## CM出演者
現在（2021年2月時点）
- ムロツヨシ（ミンティア）
- 松岡茉優（ミンティア、アマノフーズ）
- 千葉雄大（ミンティア）
- 中川大志（クリーム玄米ブラン）
- 草彅剛（一本満足バー）
- 井川遥（ディアナチュラ）
- 榮倉奈々（ディアナチュラアクティブ）
- 静まなみ（素肌しずく）
- 尾台彩香（素肌しずく）
- 大見謝葉月（素肌しずく）
- 仲村トオル（エビオス錠）

過去
- 綾野剛（ミンティア）
- 北川景子（ミンティア）
- 満島真之介（ミンティア）
- 堀田真由（ミンティア）
- 宮崎あおい（クリーム玄米ブラン）
- STU48（クリーム玄米ブラン）
- 清野菜名（クリーム玄米ブラン）
- 森脇健児（一本満足バー）
- 長谷川潤（ディアナチュラ）
- 竹下玲奈（スリムアップスリム）
- 中村雅俊（バランス献立）
- 黒谷友香（素肌しずく）
- ミオ（エビオス整腸薬） - 仲村トオルの長女

## テレビ番組
- 日経スペシャル ガイアの夜明け “中国は今” 第2回 食の生産現場の実態（2007年9月4日、テレビ東京）[9][10][11] - 日本のビール会社が中国で農業に挑戦。